# Сибаритарка
Сибаритарка (устар. Сибари-Тарка) — река в России, протекает в Ямало-Ненецком АО. Устье реки находится в 319 км по правому берегу реки Хадуттэ. Длина реки составляет 29 км. В 15 км от устья слева впадает река без названия

## Данные водного реестра
По данным государственного водного реестра России относится к Нижнеобскому бассейновому округу, водохозяйственный участок реки — Пур, речной подбассейн реки — подбассейн отсутствует. Речной бассейн реки — Пур.
Код объекта в государственном водном реестре — 15040000112115300062675.